# Je t'ai dans la peau
Pour plus de détails, voir Fiche technique et Distribution.
Je t'ai dans la peau est un film franco-allemand réalisé par Jean-Pierre Thorn et sorti en 1990.

## Synopsis
Inspiré d'une histoire réelle, celle de Georgette Vacher, le film raconte la vie de Jeanne, religieuse et maîtresse d'un prêtre-ouvrier, leader syndicaliste et féministe. Il s’achève en 1981, lors de l’élection de François Mitterrand à la présidence de la république.

## Fiche technique
- Titre original : Je t'ai dans la peau
- Titre allemand : Ich bin dir verfallen
- Réalisation : Jean-Pierre Thorn
- Scénario : Lorette Cordrie, Dominique Lancelot, Jean-Pierre Thorn
- Coproduction : Arte France Cinéma, 13 Productions
- Production déléguée : Lucy Finance, Les Films d'Ici
- Scripte : Edmée Doroszlai
- Montage : Jean-Pierre Thorn, AL. Debarnot
- Montage son : Dominique Greussay
- Musique : Jacky Moreau
  - Chanson : Je t'ai dans la peau, paroles de Jacques Pills et musique de Gilbert Bécaud, interprétée par Édith Piaf
- Durée : 118 minutes
- Dates de sortie : 
  - Allemagne : 18 février 1990 (Festival du film de Berlin)
  - France : 23 mai 1990

## Distribution
- Henri Serre : Henri
- Solveig Dommartin : Jeanne
- Philippe Clévenot : Lucien
- Aurore Prieto : Renée
- Catherine Hosmalin : Agnès
- Jean-Paul Roussillon : Bébert, gardien de la Bourse du travail
- Anna Acerbis : Biquette
- Françoise Arnaud : Nini
- Pierre Banderet : Pitiou
- Hélène Surgère : la mère supérieure
- Emmanuelle Chaulet: Odette, ouvrière